# Oficyna Wydawnicza Arax
Oficyna Wydawnicza ARAX – polskie wydawnictwo książkowe z siedzibą w Białymstoku działające w latach 90. XX wieku.
Oficyna publikowała głównie literaturę o tematyce fantastyczno-naukowej, m.in. powieści Henry’ego Kuttnera (Elak z Atlantydy, Kraina Mroku, Szachowisko, Maska Kirke), Philipa K. Dicka (Kosmiczne marionetki) i Poula Andersona (Orbita bez końca). Wydano tam również w 1990 roku pierwszą część antologii polskich opowiadań science-fiction pt. Wizje alternatywne pod redakcją Wojtka Sedeńki.